# Psychotria agnata
Psychotria agnata är en måreväxtart som beskrevs av Dc.. Psychotria agnata ingår i släktet Psychotria och familjen måreväxter. Inga underarter finns listade i Catalogue of Life.